# Jardim Sulacap
Jardim Sulacap, normalmente chamado de Sulacap, é um bairro da Zona Oeste do município do Rio de Janeiro, no Brasil.
Faz limite com os bairros Campo dos Afonsos, Vila Valqueire,Taquara, Magalhães Bastos e Realengo.
Seu IDH, no ano 2000, era de 0,856, o 50º melhor do município do Rio de Janeiro.

## História
Segundo históricos, sua fundação data do ano de 1945.
O nome Sulacap tem origem em loteamentos empreendidos pela empresa SulAmérica Capitalização, que viabilizou o sonho da casa própria para muitos cariocas.
Tem localização privilegiada, pois se situa entre as regiões de Realengo, Madureira e Taquara.
A renda média das famílias é de 5,9 salários mínimos e o índice de alfabetização dos moradores é de 97,9%.
É um bairro bucólico, onde há predominância da natureza.
Nas últimas décadas o bairro tem experimentado um grande crescimento urbano, com consolidação do comércio e indústria de serviços. As forças armadas, sobretudo a FAB, são responsáveis por uma vila residencial no bairro que abriga alguns militares do Campo dos Afonsos.
Nele situa-se ainda a Academia de Polícia Militar Dom João VI (antiga Escola de Formação de Oficiais) da Polícia Militar do Estado do Rio de Janeiro.
Possui ainda: biblioteca, ciclovia, praças esportivas e casa de shows, atividade comercial (com destaque para duas importantes redes de compras) e um famoso cemitério chamado Jardim da Saudade.

## Principais vias do bairro
- Avenida Marechal Fontenelle;
- Estrada do Catonho;
- Estrada Japoré;
- Avenida Albérico Diniz;
- Rua Pacífico Pereira;
- Rua Barbara Heliodora
- Rua General Azambuja;
- TransOlímpica;
- Avenida Carlos Pontes
- Rua Guilherme Fernandez

## Clima
Seu clima também é um dos climas mais amenos da cidade, isso por causa da grande vegetação ainda presente, o que lhe proporciona uma fauna e flora muito ricas. Tanto que por vezes, o bairro vizinho, Campo dos Afonsos, registra a temperatura mínima da cidade.

## Dados
O bairro de Jardim Sulacap faz parte da região administrativa de Realengo. Os bairros integrantes da região administrativa são: Campo dos Afonsos, Deodoro, Jardim Sulacap, Magalhães Bastos, Realengo e Vila Militar.